# 2032
- Wikisource

| Calendário gregoriano                                                        | 2032 MMXXXII                         |
| Ab urbe condita                                                              | 2785                                 |
| Calendário arménio                                                           | 1482 – 1483                          |
| Calendário bahá'í                                                            | 188 – 189                            |
| Calendário budista                                                           | 2576                                 |
| Calendário chinês                                                            | 4728 – 4729 Início a 11 de fevereiro |
| Calendário copta                                                             | 1748 – 1749                          |
| Calendário etíope                                                            | 2024 – 2025                          |
| Calendários hindus - Vikram Samvat - Calendário nacional indiano - Cáli Iuga | 2087 – 2088 1953 – 1954 5132 – 5133  |
| Calendário Holoceno                                                          | 12032                                |
| Calendário islâmico                                                          | 1454 – 1455                          |
| Calendário judaico                                                           | 5792 – 5793                          |
| Calendário persa                                                             | 1410 – 1411 Início a 20 de março     |
| Calendário rúnico                                                            | 2282                                 |
| Calendário solar tailandês                                                   | 2575                                 |

2032 (MMXXXII, na numeração romana) será um ano bissexto do século XXI que começará numa quinta-feira, segundo o calendário gregoriano. As suas letras dominicais serão DC. A terça-feira de Carnaval ocorrerá a 10 de fevereiro e o domingo de Páscoa a 28 de março. Segundo o horóscopo chinês, será o ano do Rato, começando a 11 de fevereiro.

| Evento                                                   | Data            | Hora  |
| -------------------------------------------------------- | --------------- | ----- |
| Aquário                                                  | 20 de janeiro   | 12:31 |
| Peixes                                                   | 19 de fevereiro | 02:32 |
| primavera no hemisfério norte e outono no hemisfério sul |                 |       |
| Carneiro/equinócio                                       | 20 de março     | 01:22 |
| Touro                                                    | 19 de abril     | 12:14 |
| Gémeos                                                   | 20 de maio      | 11:15 |
| verão no hemisfério norte e inverno no hemisfério Sul    |                 |       |
| Caranguejo/solstício                                     | 20 de junho     | 19:09 |
| Leão                                                     | 22 de julho     | 06:05 |
| Virgem                                                   | 22 de agosto    | 13:18 |
| Outono no Hemisfério Norte e Primavera no Hemisfério Sul |                 |       |
| Balança/equinócio                                        | 22 de setembro  | 11:11 |
| Escorpião                                                | 22 de outubro   | 20:46 |
| Sagitário                                                | 21 de novembro  | 18:31 |
| inverno no hemisfério norte e verão no hemisfério sul    |                 |       |
| Capricórnio/solstício                                    | 21 de dezembro  | 07:56 |

| UTC: Portugal Continental, Madeira, Guiné-Bissau e São Tomé e Príncipe Subtrair (-): 1 h nos Açores e Cabo Verde 2 h nas Ilhas oceânicas brasileiras 3 h em Brasília, em Goiás, na Amazônia Oriental Brasileira e no nordeste, sudeste e sul brasileiros 4 h na Amazônia Ocidental Brasileira, Mato Grosso e Mato Grosso do Sul 5 h no Acre e sudoeste do Amazonas Adicionar (+): 1 h em Angola e Guiné Equatorial 2 h em Moçambique 8 h em Macau 9 h em Timor-Leste. |
| Adicionar uma hora durante a vigência do horário de verão: Portugal Continental : De 28 de março a 31 de outubro de 2032 |

| Ano completo                           |
| -------------------------------------- |
| Ano bissexto com início à quinta-feira |

## Eventos esperados e previstos
- Ano do Rato de Água, segundo o Horóscopo chinês.

### Abril
- 25 de abril - Eclipse lunar total.[1]

### Maio
- 09 de maio - Eclipse solar anular.[2]

### Julho
- 9 de julho - O Brasil comemorará o centenário da Revolução Constitucionalista de 1932.

### Outubro
- 18 de outubro - Eclipse lunar total.[3]

### Novembro
- 03 de novembro - Eclipse solar parcial.[4]

- 13 de novembro - Trânsito de Mercúrio.[5]

### Datas desconhecidas
- Realização dos Jogos Olímpicos de Verão de 2032 em Brisbane, na Austrália.[6]

- Projetado o retorno à órbita da Terra do objeto J002E3, o terceiro estágio S-IVB descartado da Apollo 12 Saturno V.[7]

## Na ficção

### Nos Filmes
- Demolition Man: passa-se em 2032.

- Em Terminator 3: Rise of the Machines, John Connor é assassinado em 4 de julho de 2032 por um Exterminador da série T-850, que é capturado e enviado para proteger tanto Connor quanto Kate Brewster.

- O Enigma do Horizonte: Em 2032, a mineração comercial começa em Marte.

- Inosensu: Kôkaku kidôtai: passa-se em 2032.

- Em Big Hero 6, um banner pode ser visto em um bonde que marca o 95º aniversário da Ponte Golden Gate, colocando o filme em 2032.

### Na Música
- O álbum da banda Gong 2032 (lançado em Setembro de 2009), descreve o ano de 2032 como o ano em que o Planeta Gong faz contato total com o planeta Terra.

### Nos Livros
- No livro Ave Marciana, de Edmund Cooper, a nave Gloria Mundi atinge o planeta Altair Five em 2032.

### Na Televisão
- Phoebe Buffay da série Friends, tem 15 de outubro de 2032 como data prevista para a sua morte. Ross Geller sarcasticamente diz que ele tem shuffleboard naquele dia, para o qual Phoebe implica que Ross já está morto até então.

- Em Star Trek: Voyager, uma espaçonave fictícia chamada Ares IV (não confundir com o foguete Ares IV) é lançada no início de 2032 e presa dentro de uma elipse gravitacional, um enorme corpo de energia subespacial viajando pela galáxia. Encontrado cerca de 350 anos depois pelo USS Voyager, o corpo do piloto é recuperado e recebe um funeral da Federação, com Sete de Nove cumprindo seu último pedido.

- A temporada final da série de televisão SeaQuest DSV, com o título "SeaQuest 2032", foi lançada no ano de 2032.

- .hack//SIGN: passa-se em 2032.

- De acordo com Star Trek: Voyager, em 2032 o New York Yankees vencerá o World Series em 6 jogos, batendo um time ainda a ser estabelecido chamado Kings. Além disso, a sequência de 56 jogos do Joe DiMaggio será quebrada por um lançador do Kings no jogo 5.

- Itchy & Scratchy: The Movie: termina 40 anos depois de 1992, com Bart em seus 50 anos e como Chefe de Justiça da Suprema Corte, assistindo à repetição da repetição do filme Itchy and Scratchy, com seu pai idoso Homer.

### Nos Video games
- Todos os jogos Far Cry que contêm Jack Carver acontecem neste ano.

- Baroque: Um cataclisma que muda o mundo, chamado "the Blaze", ocorre em 14 de Maio de 2032.

- Hellgate: London: passa-se em 2032.

- Moonbase Alpha: passa-se em 2032.

- Prey: passa-se em 2032.

## Epacta e Idade da Lua
| Epacta gregoriana | 17 (XVII) |
| Idade da Lua      | Letra s   |